# Filippo Capocci
Filippo Capocci (Roma, 11 maggio 1840 – Roma, 25 luglio 1911) è stato un organista e compositore italiano.

## Biografia
Fu organista della basilica di San Giovanni in Laterano dal 1875 e, successivamente, Maestro di cappella della Cappella musicale Pia Lateranense nella stessa Basilica, subentrando al padre (Gaetano)
nel 1898. Prestò, inoltre, servizio nelle chiese romane di Sant'Ignazio e di Santa Maria di Monserrato.
Accademico della Regia Accademia di Santa Cecilia, egli fu anche maestro d'organo della regina Margherita.
Filippo Capocci, al contrario del padre - piuttosto legato all'estetica della composizione liturgica (strumentale e vocale) ottocententesca in voga in Italia - si svincolò del tutto dallo stile teatrale, ripensando sia l'interpretazione, sia la composizione organistica in modo che fossero molto vicine all'idea espressa dal Romanticismo musicale francese (non a caso egli strinse un rapporto di amicizia con Alexandre Guilmant).
L'occasione per mettersi in luce giunse nel 1881, quando "quasi improvvisò" la sua Prima sonata per organo durante il concerto di inaugurazione del nuovo organo di Joseph Merklin della chiesa di San Luigi dei Francesi tenuto da Guilmant. 
Nel 1890, la sua esecuzione con Alexandre Guilmant e Giovan Battista Polleri per l'inaugurazione del nuovo organo di William George Trice della Basilica dell'Immacolata a Genova segnò un ulteriore punto a favore di quel Movimento Riformista che propiziò (più o meno volontariamente) con la sua opera di collaudatore. 
Fu favorevole alla proposta del Capitolo dei Canonici di San Giovanni in Laterano di costruire due nuovi organi, che vennero collocati in Basilica al termine dei lavori per il rifacimento dell'abside voluto dal papa Leone XIII e che egli stesso inaugurò (tra il 1886 e il 1887). Questo lavoro venne affidato a Nicola Morettini, uno dei primi organari in italia che fece propri i principi per una riforma dell'organo italiano.
Nel 1899, Filippo Capocci venne accolto tra i membri dell'American Guild of Organists. 
Ottenne la nomina come maestro della Scuola facoltativa d'organo nella neonata Scuola Superiore di Musica nel 1911, ma non poté mai insegnare per via di una malattia che lo debilitò fino a portarlo alla morte (luglio 1911).

## Opere
La sua produzione organistica consta di circa 200 opere e comprende sette sonate per organo, dodici volumi di Pezzi Originali per organo, sei volumi dell'Office Divine, diversi volumi di composizioni varie e una Fantasia composta espressamente per l'inaugurazione dell'organo di San Giovanni in Laterano.
Capocci, in quanto maestro di cappella, si dedicò anche alla composizione vocale. Di lui si ricordano almeno tre Messe.
Le sue opere sono di impronta quasi neoclassica e riflettono un gusto orchestrale e Sinfónico.
Ad oggi (2022), le sue composizioni tornano ad essere inserite nei programmi da concerto. Questo è il segno evidente di un rinnovato interesse verso l'operato di colui che è da considerarsi (a tutti gli effetti) tra i padri di una nuova scuola organistica italiana.

## Onorificenze

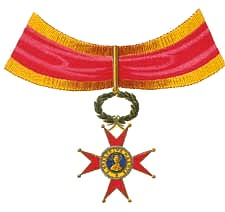
Insegna dell'Ordine Equestre Pontificio di San Gregorio Magno

Nel 1892 il papa Leone XIII gli conferisce il Cavalierato di San Gregorio Magno.
Nel 19'''il papa Leone XIII gli conferisce la Commenda dell'Ordine di San Gregorio Magno.